# Dasyfidonia
Dasyfidonia là một chi bướm đêm thuộc họ Geometridae.

## Các loài
- Dasyfidonia avuncularia (Guenée, 1857)
- Dasyfidonia macdunnoughi Guedet, 1935